# Saint-Aignan (Ardenes)
Saint-Aignan és un municipi francès situat al departament de les Ardenes i a la regió del Gran Est. L'any 2007 tenia 139 habitants.

## Demografia

### Població
El 2007 la població de fet de Saint-Aignan era de 139 persones. Hi havia 60 famílies de les quals 20 eren unipersonals (4 homes vivint sols i 16 dones vivint soles), 20 parelles sense fills i 20 parelles amb fills.
La població ha evolucionat segons el següent gràfic:
Habitants censats

### Habitatges
El 2007 hi havia 67 habitatges, 62 eren l'habitatge principal de la família, 2 eren segones residències i 3 estaven desocupats. 65 eren cases i 2 eren apartaments. Dels 62 habitatges principals, 44 estaven ocupats pels seus propietaris, 17 estaven llogats i ocupats pels llogaters i 2 estaven cedits a títol gratuït; 4 tenien tres cambres, 18 en tenien quatre i 41 en tenien cinc o més. 47 habitatges disposaven pel capbaix d'una plaça de pàrquing. A 29 habitatges hi havia un automòbil i a 25 n'hi havia dos o més.

### Piràmide de població
La piràmide de població per edats i sexe el 2009 era:
| Homes | Edats   | Dones |
| ----- | ------- | ----- |
| 0     | 95 o +  | 0     |
| 0     | 90 a 94 | 0     |
| 4     | 85 a 89 | 0     |
| 0     | 80 a 84 | 0     |
| 4     | 75 a 79 | 4     |
| 4     | 70 a 74 | 4     |
| 0     | 65 a 69 | 8     |
| 4     | 60 a 64 | 0     |
| 4     | 55 a 59 | 4     |
| 4     | 50 a 54 | 0     |
| 4     | 45 a 49 | 8     |
| 20    | 40 a 44 | 8     |
| 4     | 35 a 39 | 8     |
| 4     | 30 a 34 | 4     |
| 0     | 25 a 29 | 4     |
| 4     | 20 a 24 | 4     |
| 8     | 15 a 19 | 0     |
| 4     | 10 a 14 | 12    |
| 8     | 5 a 9   | 8     |
| 0     | 0 a 4   | 0     |

## Economia
El 2007 la població en edat de treballar era de 89 persones, 75 eren actives i 14 eren inactives. De les 75 persones actives 69 estaven ocupades (40 homes i 29 dones) i 6 estaven aturades (3 homes i 3 dones). De les 14 persones inactives 4 estaven jubilades, 6 estaven estudiant i 4 estaven classificades com a «altres inactius».

### Ingressos
El 2009 a Saint-Aignan hi havia 62 unitats fiscals que integraven 128 persones, la mediana anual d'ingressos fiscals per persona era de 21.174 €.

### Activitats econòmiques
Dels 3 establiments que hi havia el 2007, 1 era d'una empresa de fabricació d'altres productes industrials i 2 d'empreses immobiliàries.
L'any 2000 a Saint-Aignan hi havia 6 explotacions agrícoles que ocupaven un total de 486 hectàrees.

## Poblacions més properes
El següent diagrama mostra les poblacions més properes.